# 歐娜
歐娜（英語：Leona Wang，1992年8月16日— ），本名王映雯，臺灣網路紅人、作家，畢業於天主教輔仁大學企業管理系。她曾經是多個台灣綜藝節目如康熙來了、小明星大跟班、18歲不睡、姐姐好餓的幕後工作人員。並在多個聲播平台如Goodnight、YouTube、17LIVE經營個人直播節目，並設立了YouTube頻道「紫砂歐娜」。之後，她與搭檔劭中一起主持了網路聲播節目下班FUN鬆趣
。隨後在2021年，她開始經營Podcast節目「愚樂百昏百」和「紫砂歐娜」。

## 個人作品
- 2015年11月16日，參加康熙來了節目，主題為「康熙幕後工作人員的辛酸血淚大告白」[2]。
- 2021年1月，開始主持Podcast節目《紫砂歐娜》。
- 2021年5月，開始主持Wave節目《下班FUN鬆趣》[3]。
- 2021年7月，開始主持Podcast節目《愚樂百昏百》。
- 2022年2月，《紫砂歐娜》和《愚樂百昏百》兩節目均入圍第二屆KKBOX Podcast 風雲榜[4]。
- 2024年1月，發行第一本書《從苦瓜熬成哈蜜瓜 : 歡迎收聽紫砂歐娜》

## 社群影響

### 張藝相關事件
2025年4月，有關張藝在私下群組中針對歐娜發表言論的截圖於網路流出，引發關注。張藝聲稱曾在某場電影特映會上看見歐娜「抱著整桶炸雞桶在吃」，以及張貼疑似影射歐娜的名牌包言論，遭部分網友批評帶有對女性外貌與經濟狀況的嘲諷意味。
對此，歐娜在個人社群平台回應，澄清當天實際購買的是「頂呱呱無敵烤腿」一隻，並非整桶炸雞，並表示未曾接受過任何減重手術。 
此番回應在網路上引發話題，不少網友紛紛模仿購買同款商品，使「頂呱呱烤腿」一度成為熱門餐點。

隨後在2025年6月，頂呱呱亦與歐娜合作推出聯名套餐，成為話題行銷案例之一。

## 書籍
| 日期   | 書名                                | 出版社   | ISBN               |
| ------ | ----------------------------------- | -------- | ------------------ |
| 2024年 | 從苦瓜熬成哈蜜瓜 : 歡迎收聽紫砂歐娜 | 聯經出版 | ISBN 9789570872101 |

## 主持作品
| 日期   | 名稱        | 平台    |
| ------ | ----------- | ------- |
| 2021年 | 紫砂歐娜    | Podcast |
| 2021年 | 下班FUN鬆趣 | Wave    |
| 2021年 | 愚樂百昏百  | Podcast |

## 外部連結
- 歐娜的Instagram帳戶
- YouTube上的紫砂歐娜頻道
- 《紫砂歐娜》Podcast ([存檔連結](https://web.archive.org/web/20231208060450/https://player.soundon.fm/p/63749886-9412-44bf-b524-c23115f66b2c))
- 《愚樂百昏百》Podcast ([存檔連結](https://web.archive.org/web/20231208060710/https://player.soundon.fm/p/9244c32a-f1ea-489b-80a0-af287d5ccb13))